# Lukas Klostermann
Lukas Manuel Klostermann (phát âm tiếng Đức: [ˈluːkas ˈkloːstɐman]; sinh ngày 3 tháng 6 năm 1996) là một cầu thủ bóng đá chuyên nghiệp người Đức thi đấu ở vị trí hậu vệ cho câu lạc bộ Bundesliga RB Leipzig và đội tuyển quốc gia Đức.

## Danh hiệu

#### RB Leipzig
- DFB-Pokal: 2021–22, 2022–23
- DFL-Supercup: 2023